# استخراج اسید–باز
استخراج اسید–باز(به انگلیسی: Acid-base extraction) گونه‌ای از استخراج مایع-مایع است که برای استخراج اسیدها و بازها به کار می‌رود.